# Renée Taylor
Renée Taylor (Renée Wechsler, Nova Iorque, 19 de março de 1933) é uma atriz americana mais conhecida por seu retrato da mãe de Fran Fine na série de televisão The Nanny.

## Vida
Renée Taylor nasceu em 1933 em Nova Iorque, no bairro de Bronx como Renée Wechsler. Em 1965 ela se casou com o ator Joseph Bologna. Seu filho Gabriel Bologna também é ativo como ator.

## Carreira
Taylor trabalhou como comediante em início dos anos 1960 na boate Bon Soir em Nova Iorque. Seu ato de abertura foi uma então desconhecida Barbra Streisand.
Desde 1959 teve várias aparições como comediante em o Jack Paar Show, o precursor do Tonight Show.
Como atriz, Taylor também foi vista muitas vezes em papéis cômicos e filmes. Em 1961 foi para o um filme de Jerry Lewis The Errand Boy na frente da câmera. Em 1968, Taylor interpretou Eva Braun no filme The Producers. Em 1970, ela outra vez desempenhou como atriz coadjuvante na comédia A New Leaf oposto Walter Matthau.
Taylor e seu marido, Joseph Bologna, co-escreveram a comédia de sucesso da Broadway Lovers and Other Strangers, e recebeu a nomeação ao Oscar por ter escrito a adaptação cinematográfica em 1970. Em 1971, o casal co-escreveu e estrelou o filme Made for Each Other. Seu roteiro recebeu uma nomeação para o Writers Guild of America Award para Melhor Comédia.
De 1992 a 1994, Taylor interpretou uma personagem estereótipo de mãe dominadora judaica do personagem principal da série da HBO, Dream On. Em 1993, ela começou a atuar no papel de mãe dominadora da Fran, a personagem principal de The Nanny. Os dois papéis sobrepostos, enquanto ambos os shows foram no ar ao mesmo tempo.
Taylor é mais frequentemente reconhecida por seu papel de destaque na The Nanny, em que atuou como Sylvia, a mãe de Fran Fine (Fran Drescher), que está determinada a viver para ver sua filha se casar. Sua personagem tem a intenção de encontrar um marido para Fran e Sylvia tem um amor apaixonado por comida. O marido de Taylor, Joseph Bologna, fez uma aparição em The Nanny como um ator egocêntrico chamado Allan Beck, que atormentou Maxwell Sheffield (Charles Shaughnessy), e, na última temporada, Bologna novamente co-estrelou na série, desempenhando um admirador de Sylvia no episódio "Maternal Affairs".
Nos últimos anos, Taylor co-estrelou como vizinha de Ted Mosby, Sra. Matsen, em How I Met Your Mother. Ela também tinha um papel de convidada na série da Disney, Shake It Up!, retratando uma irritada mulher de meia idade em um lar de idosos (mais uma vez como mesmo personagem), bem como um papel de convidada, estrelando no show da Nickelodeon, Victorious como avó cranky de Robbie que precisava de ajuda com a internet. Além de suas numerosas aparições como atriz convidada, Taylor trabalhou como dubladora da personagem "Sra. Start" no longa-metragem de animação Ice Age: The Meltdown, e como a mãe de Linda Gloria na série animada da Fox, Burgers de Bob. Taylor também viveu Martha Benson no filme "Opposite Day", lançado em 2009.
Taylor também apareceu no mais novo sitcom Fran Drescher chamado Happily Divorced como a melhor amiga da mãe de Fran. A referência é feita para The Nanny quando a personagem de Taylor diz a Fran que ela é a filha que ela nunca teve, e novamente quando Fran olha para a câmera e diz "eu estou sentindo algum dejá vu", enquanto Taylor come um pedaço de bolo.

## Filmografia (seleção)

### Cinema- e telefilmes
- 1959–1962: The Jack Paar Show
- 1961: The Errand Boy
- 1968: The Producers
- 1970: A New Leaf
- 1977: Forever Fernwood
- 1992/1994: Dream On
- 1993: Daddy Dearest
- 1993–1999: The Nanny
- 1996: Love Is All There Is
- 2001: 61*
- 2001: Dr. Dolittle 2 (voz da tartaruga fêmea)
- 2001: Dying On the Edge
- 2002: Returning Mickey Stern
- 2003: Lady Killers
- 2004: Alfie
- 2006: A-List
- 2006: Kalamazoo?
- 2006: Ice Age 2: The Meltdown (voz de Sra. Start)
- 2007: A-List
- 2007: Pandemic
- 2008: The Rainbow Tribe

### Como roteirista
- 1970/1993: Lovers and Other Strangers (peça de teatro e roteiro/série da televisão)
- 1971: Made for Each Other
- 1975: A Lucille Ball Special Starring Lucille Ball and Jackie Gleason
- 1976: Woman of the Year
- 1980: A Cry For Love
- 1989: It Had to Be You
- 1996: Love Is All There Is

### Como atriz convidada
- 1963: The Defenders como Sra. Thorpe (episódio 2.30)
- 1964: The Reporter como Myrna  (episódio 1.04)
- 1983: Matt Houston (episódio 1.20)
- 1983: Lottery! como Sylvia Berman (episódio 1.01)
- 1984: St. Elsewhere como Dr. Charlotte Miller, (episódios 3.04 e 3.05)
- 1986: Tales from the Darkside como Pearl King, (episódio 3.08)
- 1990: Thirtysomething como Electra Rosenbloom (episódio 4.06)
- 1992: Empty Nest como Anne, (episódio 4.16)
- 1996: Lois & Clark: The New Adventures of Superman como Roweena Johnson (episódio 3.19)
- 1996: Caroline in the City como Sra. Fox (episódio 2.09)
- 1998: The Simple Life como Sylvia Fine (episódio 1.03)
- 2005: Everwood como Betty Barrett (episódio 4.04)
- 2009–2011: How I Met Your Mother como Sra. Matsen (2 episódios)
- 2010: Victorious como avó de Robbie (episódio 1.04)
- 2011: Happily Divorced como Marilyn, melhor amiga de Dori (Mãe de Fran) (episódio 1.08)
- 2011: Shake It Up como Senhora Locácio ,A Senhorinha Que Não Gostava De Rocky E Cece